# Puffin de Bannerman
Puffinus bannermani
Espèce
Statut de conservation UICN

 EN B2ab(v) : En danger
Le Puffin de Bannerman (Puffinus bannermani) est une espèce d'oiseaux de la famille des Procellariidae. Elle était et est encore parfois considérée comme une sous-espèce du Puffin d'Audubon (P. lherminieri).

## Répartition
Cet oiseau niche dans l'archipel d'Ogasawara.